# Conyza
Conyza là một chi thực vật có hoa trong họ Cúc (Asteraceae).

## Loài
Chi Conyza gồm các loài: